# HD 118508
HD 118508 är en variabel stjärna i Björnvaktarens stjärnbild.
Stjärnan varierar mellan visuell magnitud +5,70 och 5,74 och är således synlig för blotta ögat vid god seeing.